# Terroranschlag auf eine Kirche in Istanbul 2024

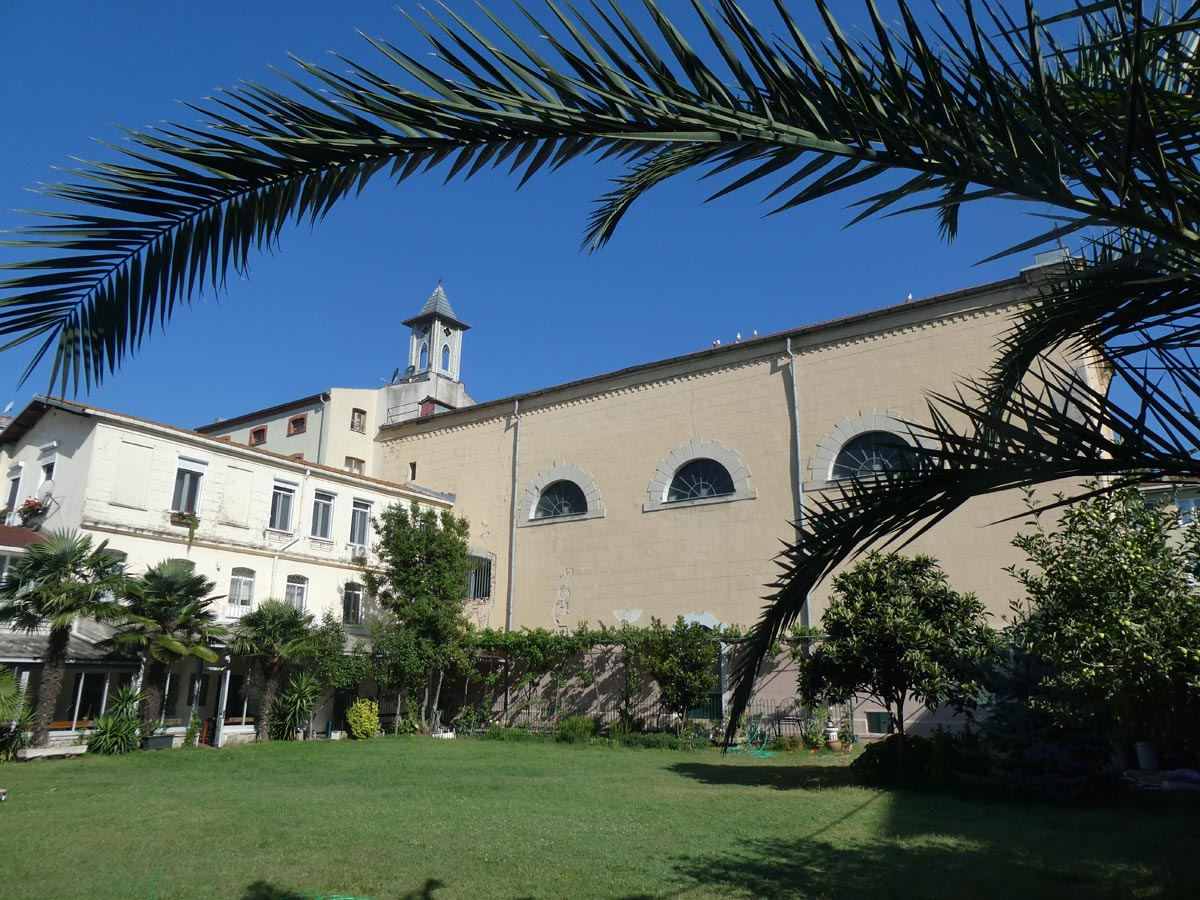
Santa-Maria-Kirche in Istanbul

Beim Terroranschlag auf eine Kirche in Istanbul 2024 auf die römisch-katholische Santa-Maria-Kirche der italienischsprachigen Gemeinde in Istanbul im Stadtteil Sariyer am 28. Januar 2024 wurde ein Mann erschossen. Die Terrororganisation Islamischer Staat – Provinz Khorasan (IS-PK) bekannte sich zum Anschlag.
Der italienische Namen der Kirche ist Convento della Natività della Beata Vergine Maria di Büyükdere und der türkische Name der Kirche ist  Meryem Ana Doğuş Kilisesi oder Santa Maria İtalyan Latin Katolik Kilisesi.

## Terroranschlag
Während des  Sonntagsgottesdienstes betraten zwei vermummte Männer die Kirche. Der 52-jährige türkische Bürger Tuncer Murat Cihan rief den Männern zu „Was macht ihr hier?“ Diese schlugen Cihan nieder und einer schoss ihm in den Kopf. Die etwa 40 Besucher des Gottesdienstes warfen sich auf den Boden. Die Attentäter gaben mindestens zwei weitere Schüsse ab. Danach blockierten anscheinend ihre Pistolen. Sie konnten zunächst fliehen. In der Kirche befanden sich auch der polnische Generalkonsul und seine Kinder. Das Todesopfer Cihan war kein Christ, sondern Alevit, besuchte aber regelmäßig die Gottesdienste in der Kirche. Am Sonntagabend gab der Innenminister Ali Yerlikaya die Festnahme der beiden Attentäter bekannt. Beide Täter sollen Angehörige des IS sein. Einer der festgenommenen Männer stammt aus Russland, der andere aus Tadschikistan.

## Kirche
Mit dem Bau der Kirche wurde 1864 begonnen. 1866 wurde sie eingeweiht. Das Gebäude wurde von dem Schweizer Architekten Gaspare Fossati (1809–1883) als zweigeschossige Kirche mit Basilika-Grundriss im neoklassizistischen Stil entworfen. Der Altar, der Tabernakel und die Innenwände der Kirche sind mit zahlreichen großformatigen Ölgemälden mit  Darstellungen von marianischen Geschichten und Ereignissen aus der Bibel dekoriert.